# The Very Best of Testament
The Very Best of Testament – album kompilacyjny amerykańskiej grupy muzycznej Testament.

## Lista utworów
Opracowano na podstawie materiału źródłowego.
| Nr  | Tytuł utworu               | Długość |
| --- | -------------------------- | ------- |
| 1.  | „The Haunting”             | 4:11    |
| 2.  | „Burnt Offerings”          | 5:03    |
| 3.  | „First Strike Is Deadly”   | 3:41    |
| 4.  | „The New Order”            | 4:25    |
| 5.  | „Into the Pit”             | 2:46    |
| 6.  | „Disciples of the Watch”   | 5:05    |
| 7.  | „Practice What You Preach” | 4:54    |
| 8.  | „Greenhouse Effect”        | 4:52    |
| 9.  | „Signs of Chaos”           | 0:30    |
| 10. | „Electric Crown”           | 5:31    |
| 11. | „So Many Lies”             | 6:04    |
| 12. | „The Ritual”               | 7:34    |
| 13. | „Return to Serenity”       | 6:25    |
| 14. | „Over the Wall” (Live)     | 5:28    |
| 15. | „Dog Faced Gods”           | 4:02    |
|     |                            | 1:10:31 |